# 悪魔の寵児
『悪魔の寵児』（あくまのちょうじ）は、横溝正史の長編推理小説。「金田一耕助シリーズ」の一つ。『面白倶楽部』1958年7月号 - 1959年7月号に掲載され、角川文庫『悪魔の寵児』（ISBN 4-04-130412-1）に収録されている。また、女性漫画家JETによりコミカライズ（漫画化）された。

## 概要
名探偵・金田一耕助をして「これほどえげつない嗜好を持った犯人を他に知らない」と言わしめた殺人犯が出現する。作中で「悪魔の寵児」と命名された犯人は、防水レインコートとゴム製の長靴、フードをすっぽり頭から被り、黒革の手袋をはめ、大きな黒眼鏡と舌布（タング）で顔を隠した「雨男」として、専ら雨の日に出没する。この扮装によって複数人物が同一人物を装うことが可能になるというのが、作中の早い段階で金田一の「雨を巧みに利用している」という科白により明らかにされる重要なトリックである。実際「雨男」に扮していた人物は、犯人に操られていた被害者や単に模倣していた者も含めて5人いたことが最終的に明らかになる。
本作は『悪魔の手毬唄』の連載が後半におよぶころに同時並行で連載開始し、正統専門誌『宝石』に格調高いものを書く一方で大衆雑誌にこんなエログロを書くとは、という硬派な糾弾が寄せられたというエピソードが有名である。しかし、本作の描写は『幽霊男』や『吸血蛾』のような血なまぐさい猟奇趣味ではなく、ミスディレクションの活用やトリックの先進性など本格推理の骨法がきちんと保たれた作品である。

## あらすじ
1958年（昭和33年）6月18日、「雨男」が吉祥寺の本屋・日月堂に現れて葉書の印刷を依頼する。内容は一組のカップルが外遊に出るという挨拶状であったが、夫婦かと思いきや2人の姓が異なっていた。そして、そのうち何枚かに禍々しい黒枠が墨で施され、6月28日に風間欣吾の愛人たちに届けられる。風間は闇行為で巨万の富を得た元職業軍人で「戦後派の怪物」の1人である新興実業家であり、挨拶状は風間の妻・美樹子と彼女の肖像画を描いていた画家の青年・石川宏の連名になっていた。不安を抱いた3人の愛人たちが、その1人・城妙子が経営する高級酒場（パブ）「カステロ」のホステスで宏の妹でもある早苗を連れて兄妹の住居を訪れ、美樹子と宏の心中に見せかけられた現場を発見する。美樹子は既に息絶えており、宏はまだ息があった。
「カステロ」の常連で早苗に淡い想いを抱いていた東都日報の記者・水上三太が、風雲ただならぬものを感じて尾行してきていた。さらに風間も挨拶状を持って現れる。三太は事件を記事にしようとするが、早苗の兄が自殺幇助罪に問われる可能性を指摘されて思い留まる。しかし翌朝には、風間が密かに自宅に運んだ美樹子の遺体が何者かに盗まれる。風間は、自分の事業は個人的なスキャンダルではもうびくともしないことから犯人の狙いは個人的な怨恨・復讐だと判断し、三太にスクープ差し止めと引き換えで情報提供を約すると共に、同姓の土建屋・風間俊六を介して面識があった金田一耕助に調査を依頼する。また宏が退院したら早苗と共に自邸内の執事宿舎に引き取ることにした。
風間は自分に復讐を考える者として美樹子の前夫・有島忠弘と自分の前妻・望月種子を挙げ、三太は種子の経営する蠟人形館へ出向く。休みだと追い返されるが深夜に忍び込び、風間の5人の妻妾たちの蠟人形を発見したところで種子に発見され銃殺されそうになる。しかし、先に潜入して隠れていた金田一が照明を消したので脱出することができた。
7月13日、種子の情夫でもある人形師・猿丸こと黒田亀吉（黒亀）の工房に雨男が現れ、君代の写真を示して人形製作を依頼する。7月25日、風間の愛人の1人・保坂君代が経営する美容院「ブーケ」が8月1日から丸の内へ進出するのに先立って、新しい店でカクテルパーティが開かれた。しかし、君代は前夕から行方不明で、代理と称する男からドラマチックな登場を計画していると電話があったきり。さらに雨男が入口で早苗を呼び止めて風間に鍵を渡すよう依頼、朝のうちに届いていた箱をその鍵で開けると、黒亀が蠟人形で作った風間と君代が情交している様子のオブジェの、君代の部分が本人の死体に入れ替わったものだった。君代は美樹子が心中に見せかけて殺害されたとき見当たらなかった帯締めで絞殺されていた。君代殺害の大々的報道が避けられない状況になったので、風間は三太が美樹子の偽装心中と死体紛失をスクープするのを解禁、翌日の東都日報は記録的な売れ行きとなる。
宏は強い麻薬を注射されたことによる精神の異状が完全には快復していなかったが、7月28日から事情聴取が始まる。8月15日に最後の精神鑑定があり、その結果を担当の古垣博士が発表することになるが、宏の神経に負担をかけないため、発表中にこっそり退院させることにしていた。しかし、待っていた運転手が殴られて昏倒している間に、偽の運転手が早苗と宏を連れ去ってしまい、薬を注射された早苗だけが翌朝上野公園で発見される。
9月4日、風間の世間に知られていない愛人である湯浅朱実宅を訪ねた三太は、風間に及川澄子のことを尋ねる。金田一が調査していることを掴んで、何者なのか風間に確認しようとしたのだが、風間は自分の人生をちらと影のように横切っただけの過去の女だとしか認識していなかった。そこへ風間のもう1人の愛人・宮武益枝が行方不明になっているという知らせが入る。等々力警部が関係者を風間邸に集めて事情を聞いているところへ、三太から益枝の死体を発見したとの知らせが入る。三太は君代殺害後に蠟人形館へ再び潜入して、黒亀が雨男を尾行して隠れ家を突き止めたことを掴んでおり、それを手がかりにその隠れ家が成城の街外れにある廃アトリエだと突き止め、そこで死体を発見したのである。
益枝は絞殺されており、背後から刺殺された黒亀の死体と情交している形に組まれていた。成城署に呼ばれた種子は、犯人からの電話による「神託」に基づいて行動していたことを供述する。黒亀も当日早朝に「神託」に従って出かけていた。味方と思っていた「神託」に裏切られて黒亀を失ったうえ、成城署の控室で風間と2人残されたことなども重なり、種子は発作を起こして倒れ、そのまま発狂してしまう。
三太は黒亀が益枝の死体と死姦におよんでいたことから、最初に蠟人形館へ潜入したとき聞こえた黒亀の喘ぎ声が美樹子との死姦である可能性に気付いて蠟人形館へ向かい、一度警察が調べて問題なしとなった美樹子の蠟人形の中に死体が隠されているのを発見する。また、地下には宏が監禁されていた。一方、発狂して病院に収容された種子はオートミールに仕込まれた青酸加里で毒殺される。
9月10日、小石川小日向台町で及川澄子について調べていた金田一が狙撃されて左肩を負傷し、翌日には重態だと新聞報道される。金田一に輸血するため病院を訪れていた風間は、9日の夜に会見する予定だった忠弘が約束のホテルの部屋へ来なかったという情報を等々力に伝える。忠弘は三太が朱実宅を訪ねる直前に朱実と風間の情交を盗撮しており、それをネタに自分の別居中の妻である朱実を風間に売りつけようとしていたらしい。そして、忠弘はホテルの約束の部屋の1階上の部屋で、妙子と共に死体で発見される。全裸の妙子を自分も全裸になって撮影しているポーズになっていた。忠弘が朱実を奪われた腹いせに妙子を口説いて関係していたことも明らかになった。
三太は風間が病院に宿泊するために早苗を呼んだことにショックを受け、事実を確認しようと9月18日に意を決して風間邸へ侵入し、早苗と風間の情事を目撃する。アパートに帰った三太は等々力に渋谷松涛へ呼び出され、朱実の未完成の邸宅の1階の広間に潜む。雨男がやってきて朱実を襲うが、風間と金田一も加わって取り押さえる。雨男の正体は早苗で、服毒自殺していた。一方の宏は、強い麻薬を使い分けて専門家も欺いたつもりだったが、結局は精神状態に異常を来たして精神病院に収容される。
10月下旬、風間が三太も含めた関係者を招待し、早めに到着した三太は風間が来る前に金田一から真相を聞く。金田一は風間の過去を調査しているうちに澄子の存在を発見、風間に捨てられて半年も経ってから自殺したことに疑問を持った。一方、宏の出生は澄子の自殺の直前で、父・亘はその少し前まで服役していたので実子ではありえない。つまり、宏は風間と澄子の子で、澄子は宏が姉・房子の子として入籍されるのを待って自殺したと考えられる。
本来なら風間の莫大な財産を相続できるはずの宏は、証人が死に絶えていて請求権を行使できないため、いかなる手段を弄してでも、戸籍上の妹で実は従妹であり情婦でもあった早苗に財産を相続させようとした。早苗も競争相手を全部倒して自分が美樹子のあとがまになろうとした。宏は金田一が重態という報道を疑って早苗に慎重さを求めていたが、朱実が妊娠していることを知っていた早苗は落ち着いていられなかった。
三太は早苗が風間邸に引き取られたことで関係が始まったと思っていたが、実は以前から関係していた。風間はカステロのホステスである早苗との関係をマダム・妙子に知られるわけにはいかず、三太の早苗への恋心を利用しようとしていたため三太にも隠し、従って金田一にも隠していた。
真相説明が一通り終わったところへ、風間が新夫人となったウメ子（朱実）を伴って晴れやかな顔で近づいてきた。ウメ子の腹はそろそろ人目につきそうになっていた。

## 登場人物

### 主要人物
金田一耕助（きんだいち こうすけ）
私立探偵。30代にも40代にも見えて年齢の見当がつかない。頭髪は雀の巣のようにモジャモジャ、中肉中背というより小柄。いつも和服に袴で、本作では望月種子に「壮士芝居の三枚目」と評された。また、本作で血液型がO型であることが明らかになる。
等々力大志（とどろき だいし）
東京警視庁捜査一課・第五調べ室所属の警部。金田一のよきパートナーとしての役割を果たす人物の1人。
風間俊六（かざま しゅんろく）
土建業者で金田一のパトロンの1人。本作では同姓の風間欣吾に金田一を紹介した人物として、名前のみ登場する。
風間欣吾（かざま きんご）
風間産業の社長。元職業軍人。数えで51歳。単なる成金ではあり得ぬ「戦後派のモンスター」と評される傑物。浅黒い肌もあってスペイン人を思わせる。背丈は5尺7寸。五十路とは思えぬ程に髪は黒々としており、艶やかな「烏の濡れ羽色」という古風な表現が似合う。10年前、人妻だった美樹子を略奪する形で結婚した騒ぎは、未だに記憶に新しい事件である。美樹子の夫だった有島忠弘とは金銭で話をつけたとされ、美樹子ごと忠弘から買い取ったとされる芝公園のそばにある邸宅に居住している。種子と夫婦だったころに彼女の異常な言動に早々に愛想が尽きて夫婦生活は数えるほどしか無かったため、空閨を守れぬ種子が梅毒に犯されてしまったことを薄々は察しており、発狂して入院した種子の検査を担当看護婦に依頼した。
湯浅朱実（ゆあさ あけみ）
本名は「山本ウメ子」。風間欣吾の4人目の愛人だが、その存在は秘密にされている。コケティッシュとエロティークを売りにした「ミュージカルの女王」として有名であり、記者の水上三太もファンの1人である。有島の別居中の妻であるが、人気商売ゆえに既婚者であることを隠していた。また、10年前の欣吾のスキャンダルは、当時10代の少女だったので知らなかった。その結果、有島の妻を略奪した過去のある欣吾が再び、お互いに知らずして現在の有島の妻を愛人にしたという奇縁になっている。
水上三太（みずかみ さんた）
東都日報文化部の記者。九州男児。そのため、色黒。背丈は5尺7寸。「カステロ」では3年越しの常連。私立大学に在学中、北九州でも有名な炭鉱王だった父親が亡くなって三男ながら新憲法のお陰で遺産を受け取ることができ、贅沢をしなければ利息で生涯食っていけるくらいは十分ある。大学在学中よりジャーナリストが志望で、1953年（昭和28年）の秋に東都日報の入社試験に合格して5年目になる。30歳まで独身と決めており、また、早苗の人柄に問題は無くても結婚相手とするにはホステスという職業では母親の反対が予想されるため、唇を重ねながらも、それ以上のものを求めようとはしなかった。

### 警察・病院
坂崎（さかざき）
成城警察署の捜査主任。警部補。
新井（あらい）
警視庁捜査一課・第五調べ室所属の刑事。等々力警部の腹心。
上村（うえむら）
上野署の老刑事。蠟人形館に関する情報を三太に提供した。
五島（ごとう）
警察医。
緒方（おがた）
経堂にある緒方病院の院長。博士。
前田（まえだ）
法医学の博士。金田一とは熟知の中。

### 犯人
石川早苗（いしかわ さなえ）
パブ「カステロ」のホステス。1934年（昭和9年）生まれ。小田急線沿線の経堂赤堤の脳溢血で倒れて病床にある大会社重役・加藤重吉の自宅とは別棟の、武蔵野の原始林を思わせるような木立の中にある離れを借りて住んでいる。欣吾の愛人の1人。1度として声を荒らげたことのない古風で品行方正で清楚可憐な女性だと三太や周囲は思っていたが、それは陰謀を成就させるための演技だった。金田一を狙撃するも彼に正体を看破されて罠に嵌められ、青酸カリにより服毒自殺（女性漫画家JETによる漫画では舌を噛んで自殺）した。
石川宏（いしかわ ひろし）
早苗の兄。画家。身長5尺4寸くらいの華奢な体つきの好男子。実は欣吾と彼が捨てた及川澄子の間に生を受けた子供で、自殺した澄子の姉・房子に引き取られて実子として入籍された。医師を欺くために使用した強力な麻薬が仇となり、最終的に芝居ではなく真の精神異常者と化して精神病院に収容された。

### 犠牲者
風間美樹子（かざま みきこ）
欣吾の妻。欣吾が中学時代に書生をしていた五藤伯爵家の令嬢であり、有島子爵家の令息・忠弘と昭和18年に20歳で結婚したが、五藤家と有島家の双方に接触していた欣吾と昭和23年に25歳で再婚した。欣吾は16歳年上で当時41歳だった。酒に酔い痴れているところを犯された、有島により屋敷を譲るついでに付録にされた、夫を見限って自ら風間に嫁したなどの諸説がある。歌舞伎座の踊りの会に出かけた帰り、欣吾の使いを装った「雨男」に拉致されて殺害され、最初の犠牲者となった。そのあと風間邸より遺体を盗み出され、蠟人形の中に隠された。
城妙子（じょう たえこ）
西銀座の高級酒場（パブ）「カステロ」のマダム。欣吾の愛人の1人。早苗を通じて宏のことを知り、美樹子に引き合わせていた。また、石川兄妹に加藤宅の離れを住居として斡旋していた。美樹子を含めて第4の最後の犠牲者。死因は扼殺。
宮武益枝（みやたけ ますえ）
池袋洋裁店「からたち」のマダム。欣吾の愛人の1人。美樹子を含めて第3の犠牲者。死因は扼殺だが、死後、猿丸に犯された。
保坂君代（ほさか きみよ）
渋谷美容院「ブーケ・ダムール」のマダム。欣吾の愛人の1人。美樹子に続く第2の犠牲者だが、美樹子の死体が盗み出されていたため犠牲者として最初に報道された。死因は美樹子の帯締めによる絞殺。
有島忠弘（ありしま ただひろ）
有島子爵家の当主。斜陽族の1人であり、戦後の苛烈な世の中を渡るだけの力は皆無だった。10年前のスキャンダルでは、妻と当時の自宅を譲った代金を欣吾より受け取ったが、使い果たして朱実の稼ぎを食い潰していた。青酸加里で毒殺され、妙子と共に全裸のオブジェと化した。身につけているものは、鼻眼鏡とカメラだけだった。
望月種子（もちづき たねこ）
欣吾の元妻。巣鴨でA級戦犯ゆえに処刑された元大将・望月厳太郎（もちづき がんたろう）が女中に産ませた娘で、醜男で有名だった父親に似すぎる醜女。上野鶯谷にある「望月蠟人形館」を経営していた。梅毒を患っていた。異常性愛と復讐により精神のバランスを失っていたため、猿丸（黒亀）を殺されたショックで一気に精神が崩壊して入院するが、青酸加里を混入したオートミールを食べさせられて毒殺された。
猿丸猿太夫（さるまる さるだゆう）
本名は「黒田亀吉」で略して「黒亀」とも呼ばれる。人形師。サドの種子を「ばあさん」と呼びつつ、自身はマゾであり夜毎に鞭打たれて快楽の叫びを上げていた。盗んだ美樹子の遺体を犯して死姦の虜となり、扼殺された益枝の遺体を犯している最中に刺殺された。

### 犯人の親族
及川澄子（おいかわ すみこ）
石川宏の実母。欣吾が少尉時代の下宿の女中。種子と結婚するために風間が捨て、半年以上経った1932年（昭和7年）12月7日に自殺した。
石川房子（いしかわ ふさこ）
澄子の姉。旧姓は「及川」。早苗の実母で、戸籍上は宏の母でもあるが実は伯母。夫・亘の死後、横浜港の水先案内をしていた妻子ある男性の妾になり、彼の麻薬密輸の手伝いをさせられた。1948年（昭和23年）に亡くなるが、死にぎわに宏に彼の出自を打ち明けた。
石川亘（いしかわ わたる）
房子の夫。悪質な詐欺横領の罪で1931年（昭和6年）12月から翌年の1932年（昭和7年）11月まで投獄されていたため、宏の実父ではなかった。犯罪に手を染めて投獄されたりしたが、夫婦仲は良好だった。1942年（昭和17年）に戦死。

### 犠牲者の親族・関係者
南貞子（みなみ さだこ）
保坂君代の伯母で、彼女の後見人みたいな地位にある。
上田敏子（うえだ としこ）
君代の助手。

## 漫画
JETによりコミカライズされて『名探偵・金田一耕助シリーズ　悪魔の寵児』として「ミステリーDX」（角川書店）に掲載された。あすかコミックスDXより刊行されたコミックスには、同じくJETが漫画化した短編『花園の悪魔』も一緒に収録されている。